# Shahi
Shahi es un pueblo y nagar Panchayat situado en el distrito de Bareilly en el estado de Uttar Pradesh (India). Su población es de 16950 habitantes (2011). 

## Geografía
Shahi está ubicado en el norte-centro de la india, está asentada al sur de la cordillera del Himalaya a una altitud de unos 171 metros y a orillas del río Gaula.

## Demografía
Según el  censo de 2011 la población de Shahi era de 16950 habitantes, de los cuales 8854 eran hombres y 8096 eran mujeres. Shahi tiene una tasa media de alfabetización del 35,85%, inferior a la media estatal del 67,68%: la alfabetización masculina es del 42,80%, y la alfabetización femenina del 28,28%.